# Hoy cumple años mamá
Hoy cumple años mamá  es una película en blanco y negro de Argentina dirigida por Ignacio Domínguez Riera sobre el guion de Roberto A. Tálice y Eliseo Montaine que se estrenó el 14 de julio de 1948 y que tuvo como protagonistas a Olinda Bozán, Fernando Cortés, Rodolfo Onetto e Inda Ledesma.

## Sinopsis
Una viuda promete matrimonio a un insistente pretendiente en cuanto su hija se case.

## Reparto
- Olinda Bozán ... Victoria Barragán
- Fernando Cortés ... Bonifacio Calzadilla
- Rodolfo Onetto ... Carlos Fernández
- Inda Ledesma ... Cora
- Carlos Enríquez ...Cósimo Marconi
- Antonia Volpe
- Jacinto Aicardi
- Dedé Contestábile
- Agustín Barrios ... Luciano Pareja
- Gaby Guerrico
- Julio Durand
- Claudio Rodríguez Leiva
- Fernando Roca ... Eduardo Montefiore
- Diana Belmont ... Esther
- Vivian Ray ... Ivette
- Diana Varell ... Doris

## Comentarios
Manrupe y Portela opinan que la película en cuestión es una “improvisación cómica en la que Bozán sale adelante con sus recursos”.